# Clădirea fostei școli muzicale (Costești)
Clădirea fostei școli muzicale este o clădire amplasată în Costești, raionul Ialoveni, Republica Moldova. Este un monument istoric de importanță națională inclus în Registrul monumentelor Republicii Moldova ocrotite de stat cu nr. 696 (raionul Ialoveni). Datează din 1933.